# Katalin Szili
Katalin Szili ( Barcs, 13 de mayo de 1956) es una abogada, jurista y política húngara.
Después de obtener una licenciatura en derecho en la Universidad Janus Pannonius, completó estudios en ecología humana y en ciencias políticas. 
Ha sido legisladora desde 1994, llegando a ser Presidenta de la Asamblea Nacional de Hungría, cargo para el cual fue elegida el 15 de mayo de 2002. Entre 1994 y 1998 fue la secretaria política del Ministerio de Protección del Medio Ambiente y Agua.
Fue candidata del Partido Socialista Obrero Húngaro para la presidencia en las elecciones presidenciales de Hungría de 2005. Szili perdió las elecciones el 7 de junio de 2005 frente al candidato opositor László Sólyom.